# Andreoli Latina
Andreoli Latina (auch als Latina Volley oder Top Volley Latina bekannt) ist ein italienischer Männer-Volleyballverein aus Latina in der Provinz Latina (Region Latium), der in der italienischen Serie A spielt.
Der Verein wurde 1972 in Cori als Pallavolo Cori gegründet. 1997 erfolgte der Umzug nach Latina, wo man unter dem Namen Icom Latina antrat und 2001 in die höchste italienische Liga Serie A1 aufstieg. Als Andreoli Latina gelang nach dem Abstieg 2008 im Folgejahr 2009 der sofortige Wiederaufstieg.